# 凌志峰
凌志峰（1968年11月—），浙江富阳人，中华人民共和国政治人物。1996年2月加入中国共产党，1990年8月参加工作，大学学历，法学学士。曾任广西壮族自治区人民政府副主席、自治区公安厅厅长，中华人民共和国公安部党委委员、政治部主任。现任公安部党委委员、副部长、政治部主任兼特勤局党委书记、局长，副总警监警衔。

## 生平
1990年，毕业于中国人民大学法律系，后回家乡富阳县工作。2002年12月，任中共淳安县委常委、组织部部长。2008年8月，任中共淳安县委副书记、政法委书记。2009年6月，任中共淳安县委副书记、县人民政府代县长，隔年1月正式任县长。2011年11月，任中共淳安县委书记。
2014年8月，升任中共绍兴市委常委、市公安局局长。2017年，任中共绍兴市委常委，市人民政府党组副书记、副市长。2018年4月，任中共绍兴市委副书记、政法委书记，同年10月改任浙江省应急管理厅党委书记、厅长。2021年10月，调任中共金华市委书记。
2022年7月，升任广西壮族自治区人民政府副主席、党组成员，自治区公安厅党委书记、厅长、督察长，自治区党委政法委副书记。2023年3月，进京接替冯延任公安部党委委员、政治部主任。
2025年7月21日，任公安部副部长，兼任特勤局党委书记、局长。